# ديك لوغان
ديك لوغان (بالإنجليزية: Dick Logan)‏ هو لاعب كرة قدم أمريكية أمريكي، ولد في 4 مايو 1930 في مانسفيلد في الولايات المتحدة، وتوفي في 27 نوفمبر 2016 في نورث كانتون في الولايات المتحدة.

## وصلات خارجية
- ديك لوغان على موقع مرجع كرة القدم المحترفة.كوم (الإنجليزية)